# Evan Glodell
Evan Glodell és un director, productor, escriptor i actor nord-americà, més conegut per dirigir la pel·lícula independent micromecenatge Bellflower.

## Primers de la vida
Glodell va néixer a Baraboo (Wisconsin), i va assistir breument a la Universitat de Wisconsin Milwaukee abans d'abandonar-se per dedicar-se a la realització de cinema.

## Carrera
Abans de l'estrena de Bellflower, Glodell va dirigir, escriure i protagonitzar el programa Boss of the Glory que es va emetre a la cadena Stim-TV. També va dirigir el vídeo musical de 2009 Let Me Up de Cursive.
Glodell és membre de Coatwolf Productions, un grup col·laboratiu d'actors i cineastes.

## Altres treballs
Glodell va dissenyar una càmera coneguda com a Coatwolf Model II, que es va utilitzar per filmar Bellflower. El Coatwolf Model II és una càmera de cinema digital SI-2K modificada amb un pla d'imatge de 4x5.
Durant la producció de Bellflower, Glodell va construir diversos prototips del llançaflames que és central a la trama de Bellflower. Glodell també va treballar juntament amb el coproductor i gaffer Paul Edwardson per fer modificacions personalitzades a dos vehicles clau que apareixen a la pel·lícula, "Medusa" i "Speed Biscuit".

## Filmografia
| Any  | Pel·lícula                         | Tipus         | Acreditat com | Acreditat com | Acreditat com | Acreditat com | Acreditat com |
| Any  | Pel·lícula                         | Tipus         | Director      | Productor     | Guionista     | Editor        | Actor         |
| ---- | ---------------------------------- | ------------- | ------------- | ------------- | ------------- | ------------- | ------------- |
| 2011 | Bellflower                         | Llargmetratge | Sí            | Sí            | Sí            | Sí            | Sí            |
| TBA  | Chuck Hank and the San Diego Twins | Llargmetratge | No            | Sí            | No            | No            | Sí            |
| TBA  | Canary                             | Llargmetratge | Sí            | Sí            | Sí            | Sí            | Sí            |